# Nawrotnik
Nawrotnik (ang. reverser) – przełącznik przeznaczony do zmiany kierunku wirowania silnika w ruchu.